# Kirchel
Das Kirchel ist eine prägnante Felsformation mit Gipfelkreuz, die das Ende eines kurzen nordwärtigen Seitenkamms des Benediktenwandzuges bildet. Aus dem Längental von Norden erhebt sich das Kirchel deutlich mit einer Felswand, auf der Südseite von der Tennenalm aus ist der Fels jedoch leicht ersteigbar.